# オリジナル・デラニー&ボニー
『オリジナル・デラニー&ボニー』（原題：The Original Delaney & Bonnie）は、アメリカ合衆国の夫婦デュオ、デラニー&ボニーが1969年にエレクトラ・レコードから発表したスタジオ・アルバム。録音は次作『ホーム』より後だが、リリース順としては本作がファースト・アルバムに当たる。

## 背景
デラニー&ボニーはスタックス・レコードでのレコーディング後、ボビー・ウィットロックらを迎えてデラニー&ボニー&フレンズとしての活動を始め、カリフォルニア州サンフェルナンド・バレーを拠点としたライヴ活動を経てエレクトラ・レコードと契約。なお、本作のリリース前の音源を聴いたジョージ・ハリスンは、エレクトラとの契約を知らずにデラニー&ボニーをアップル・レコードに勧誘し、本作をアップルから「SAPCOR 7」というカタログ番号で発売しようとするが、エレクトラからのクレームによって未発売に終わった。現存する本作のアップル盤LPは、同レーベルのイギリス盤LPの中でも最もレアなレコードとして知られ、3400ドル以上の値が付いたこともある。
「闘いが終わる時」はドクター・ジョンが提供した曲である。「老人」と「団結しよう」は、1968年8月にスタックス・レコードで録音された曲の再演で、『ホーム』のリマスターCDには、これら2曲の初期ヴァージョンがボーナス・トラックとして収録された。また、「団結しよう」と「ゲットー」は、本作に先駆けてザ・ステイプル・シンガーズのアルバム『Soul Folk in Action』（1968年）でカヴァーされた。
「団結しよう」は本作に先行して1969年4月にシングルとしてリリースされ、5月には「闘いが終わる時」もシングル・カットされたが、いずれもチャート入りしていない。
本作のジャケットには「The Original Delaney & Bonnie」に加えて「Accept No Substitute」という記載もあり、後者が本作のタイトルとみなされる場合もある。また、オリジナルLPのレーベルには「The Original Delaney & Bonnie & Friends」と記載され、『ビルボード』1969年5月24日号の広告でも同様のタイトルで紹介された。

## 反響・評価
アメリカのBillboard 200では175位を記録。
ロバート・クリストガウは、1969年6月22日付の『ニューヨーク・タイムズ』紙に掲載されたソウルミュージックのデュエット・アルバムの特集記事「Wholly and Solely About Soul」において「『オリジナル・デラニー&ボニー』にストリングスを追加したアレンジャーは、シンガー達が白人だと信じられなかったそうである。しかし、これは白人のアルバムであり、優れた作品だ」と評している。また、ロニー・D・ランクフォードJr.はオールミュージックにおいて5点満点中3.5点を付け「翌年に発表される『いとしのレイラ』（デレク&ザ・ドミノスのアルバム）と同様の、ソウルとロックンロールの融合が収録されている」と評している。

## 収録曲
1. 団結しよう "Get Ourselves Together" (Bonnie Bramlett, Carl Radle) – 2:27
2. いつの日か "Someday" (B. Bramlett, Doug Gilmore, Jerry Allison) – 3:29
3. ゲットー "Ghetto" (B. Bramlett, Homer Banks, Bettye Crutcher) – 4:55
4. 闘いが終わる時 "When the Battle Is Over" (Mac Rebennack, Jessie Hill) – 3:35
5. 老人 "Dirty Old Man" (Delaney Bramlett, Mac Davis) – 2:32
6. もっと愛し続けて "Love Me a Little Longer" (B. Bramlett) – 2:57
7. 堪忍袋の緒が切れた "I Can't Take It Much Longer" (D. Bramlett, Joey Cooper) – 3:09
8. ドゥ・ライト・ウーマン "Do Right Woman, Do Right Man" (Chips Moman, Dan Penn) – 5:24
9. 十字架の兵士 "Soldiers of the Cross" (Traditional) – 3:11
10. 愛の贈りもの "Gift of Love" (D. Bramlett, M. Davis) – 2:54

## 参加ミュージシャン
- デラニー・ブラムレット - ボーカル、ギター
- ボニー・ブラムレット - ボーカル
- レオン・ラッセル - ギター、ピアノ
- ジェリー・マギー - ギター
- ボビー・ウィットロック - オルガン、バッキング・ボーカル
- カール・レイドル - ベース
- ジム・ケルトナー - ドラムス
- ボビー・キーズ - サクソフォーン
- ジム・プライス - トランペット、トロンボーン
- リタ・クーリッジ - バッキング・ボーカル
- ジミー・ハスケル - ストリングス・アレンジ(on #3, #8)